# Classificació de la Copa del Món de futbol 2006-CONMEBOL
La fase de classificació de la Copa del Món de Futbol 2006 de la zona sud-americana fou organitzada i supervisada per la CONMEBOL (CSF).
La zona sud-americana comptava amb 4 places directes i una plaça de playoff contra el vencedor de la zona oceànica. El torneig de classificació es disputa en un grup únic a doble volta, entre els deu equips associats.

## Grup de classificació
| Equip     | Pts | PJ | PG | PE | PP | GF | GC |
| --------- | --- | -- | -- | -- | -- | -- | -- |
| Brasil    | 34  | 18 | 8  | 7  | 2  | 35 | 17 |
| Argentina | 34  | 18 | 10 | 4  | 4  | 29 | 17 |
| Equador   | 28  | 18 | 8  | 4  | 6  | 23 | 22 |
| Paraguai  | 28  | 18 | 8  | 4  | 6  | 23 | 23 |
| Uruguai   | 25  | 18 | 6  | 7  | 5  | 23 | 28 |
| Colòmbia  | 24  | 18 | 6  | 6  | 6  | 24 | 16 |
| Xile      | 22  | 18 | 5  | 7  | 6  | 18 | 22 |
| Perú      | 18  | 18 | 4  | 6  | 8  | 19 | 25 |
| Veneçuela | 18  | 18 | 5  | 3  | 10 | 20 | 28 |
| Bolívia   | 14  | 18 | 4  | 2  | 12 | 20 | 37 |

## Partits
| L\V       | Argentina | Bolívia | Brasil | Colòmbia | Equador | Paraguai | Perú | Uruguai | Veneçuela | Xile |
| Argentina |           | 3:0     | 3:1    | 1:0      | 1:0     | 0:0      | 2:0  | 4:2     | 3:2       | 2:2  |
| Bolívia   | 1:2       |         | 1:1    | 4:0      | 1:2     | 2:1      | 1:0  | 0:0     | 3:1       | 0:2  |
| Brasil    | 3:1       | 3:1     |        | 0:0      | 1:0     | 4:1      | 1:0  | 3:3     | 3:0       | 5:0  |
| Colòmbia  | 1:1       | 1:0     | 1:2    |          | 3:0     | 1:1      | 5:0  | 5:0     | 0:1       | 1:1  |
| Equador   | 2:0       | 3:2     | 1:0    | 2:1      |         | 5:2      | 0:0  | 0:0     | 2:0       | 2:0  |
| Paraguai  | 1:0       | 4:1     | 0:0    | 0:1      | 2:1     |          | 1:1  | 4:1     | 1:0       | 2:1  |
| Perú      | 1:3       | 4:1     | 1:1    | 0:2      | 2:2     | 4:1      |      | 0:0     | 0:0       | 2:1  |
| Uruguai   | 1:0       | 5:0     | 1:1    | 3:2      | 1:0     | 1:0      | 1:3  |         | 0:3       | 2:1  |
| Veneçuela | 0:3       | 2:1     | 2:5    | 0:0      | 3:1     | 0:1      | 4:1  | 1:1     |           | 0:1  |
| Xile      | 0:0       | 3:1     | 1:1    | 0:0      | 0:0     | 0:1      | 2:1  | 1:1     | 2:1       |      |

## Repesca amb l'OCF
12 i 16 de novembre del 2005
| Partit | OCF       | Resultat global | CONMEBOL | Resultat anada | Resultat tornada |
| ------ | --------- | --------------- | -------- | -------------- | ---------------- |
| -      | Austràlia | 4:2             | Uruguai  | 0:1            | 1:0              |

## Classificats
| Brasil | Argentina | Equador | Paraguai |
| Brasil | Argentina | Equador | Paraguai |